# Daniel Mikic
Daniel Mikic (* 6. Juli 1992) ist ein ehemaliger deutscher Fußballspieler.

## Werdegang
Der Innenverteidiger begann seine Karriere beim Gütersloher Stadtteilverein SV Avenwedde. Nach zwei Jahren im Nachwuchsbereich des FC Gütersloh wechselte Mikic im Jahre 2011 in die Jugendabteilung von Arminia Bielefeld, wo er zunächst in der U-15 spielte. Anschließend absolvierte er 26 Einsätze in der B-Junioren-Bundesliga und 46 Einsätze in der A-Junioren-Bundesliga. Im Jahre 2011 rückte Mikic in den Kader der zweiten Mannschaft der Arminia auf, die in der Saison 2011/12 in der NRW-Liga und ein Jahr später in der Oberliga Westfalen antrat. In den beiden Jahren kam Mikic auf 53 Einsätze und erzielte dabei ein Tor.
Im Sommer 2013 wechselte Mikic zum Regionalligisten SC Verl. Mit den Verlern erreichte er 2015 das Finale im Westfalenpokal, dass nach Elfmeterschießen gegen die Sportfreunde Lotte verloren wurde. Im DFB-Pokal erreichte er in der Saison 2019/20 das Achtelfinale, wo seine Mannschaft am Bundesligisten 1. FC Union Berlin scheiterte. In der Regionalliga-Saison 2019/20 wurde Mikic mit dem SC Verl Vizemeister hinter dem SV Rödinghausen. Da Rödinghausen keine Lizenz für die 3. Liga beantragte, rückten die Verler zu den Aufstiegsspielen gegen den 1. FC Lokomotive Leipzig nach. Beide Spiele endeten unentschieden, so dass schließlich die Auswärtstorregel den Verlern den Aufstieg in die 3. Liga brachte. 
Sein Profidebüt feierte Mikic am 19. September 2020 beim 0:0 seiner Mannschaft im Spiel beim SV Wehen Wiesbaden. 2024 erreichte Mikic mit den Verlern erneut das Endspiel um den Westfalenpokal, welches jedoch mit 1:3 gegen Arminia Bielefeld verloren wurde. Am 22. September 2024 wurde Mikic durch seinen Einsatz im Drittligaspiel gegen den FC Viktoria Köln zum Rekordspieler des SC Verl. Mit seinem 311. Einsatz löste er Julian Schmidt ab. Im Sommer 2025 hat er seine Karriere nach 177 Regionalligaeinsätzen und 122 Drittligaspielen beendet.

## Auszeichnungen
Daniel Mikic wurde im Frühjahr 2024 in die Jahrhundertelf des SC Verl gewählt.

## Erfolge
- Aufstieg in die 3. Liga: 2020
- Westfalenpokalfinalist: 2015, 2024